# Sant Vicenç d'Estagell

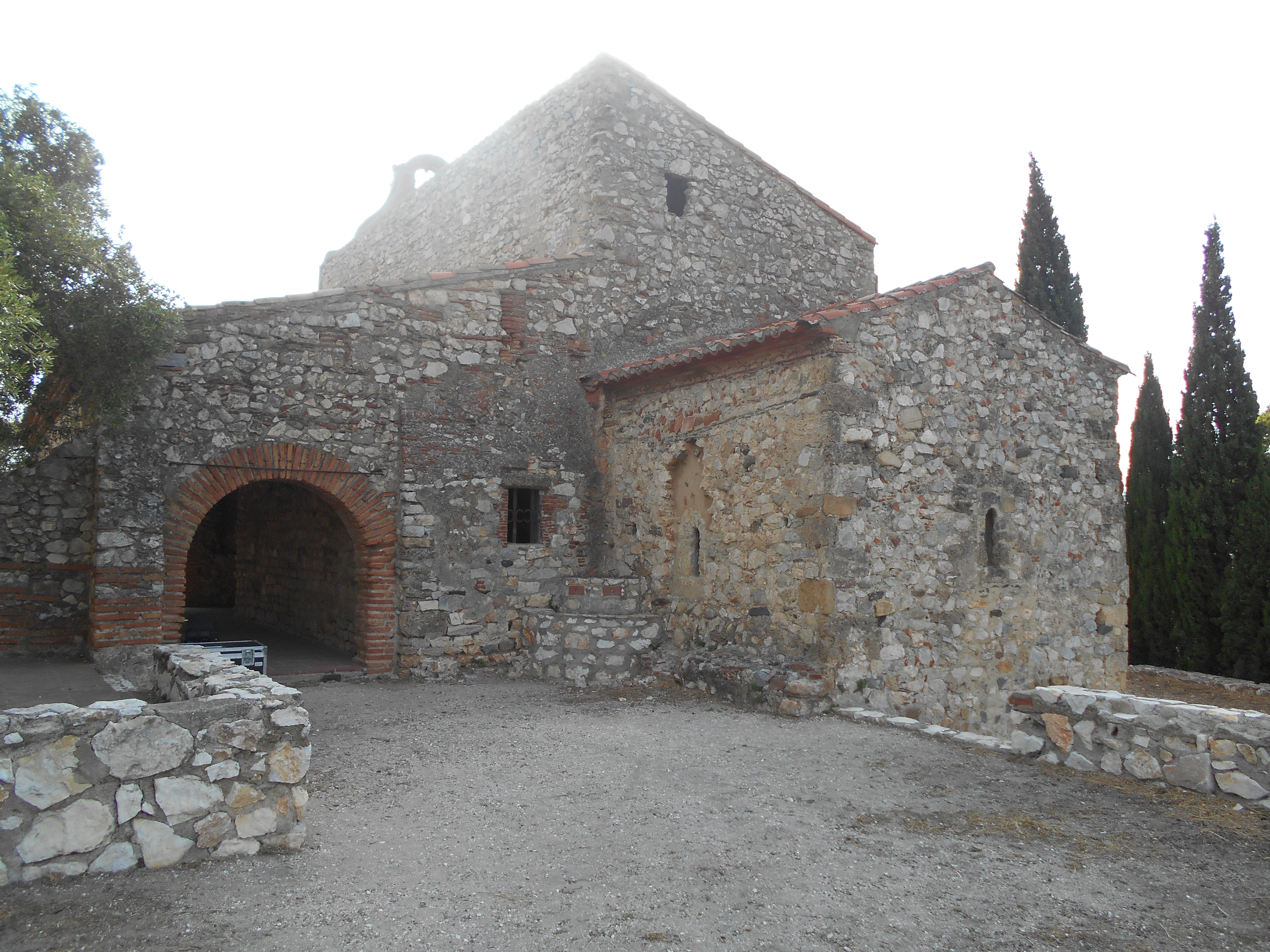
Capçalera de l'ermita

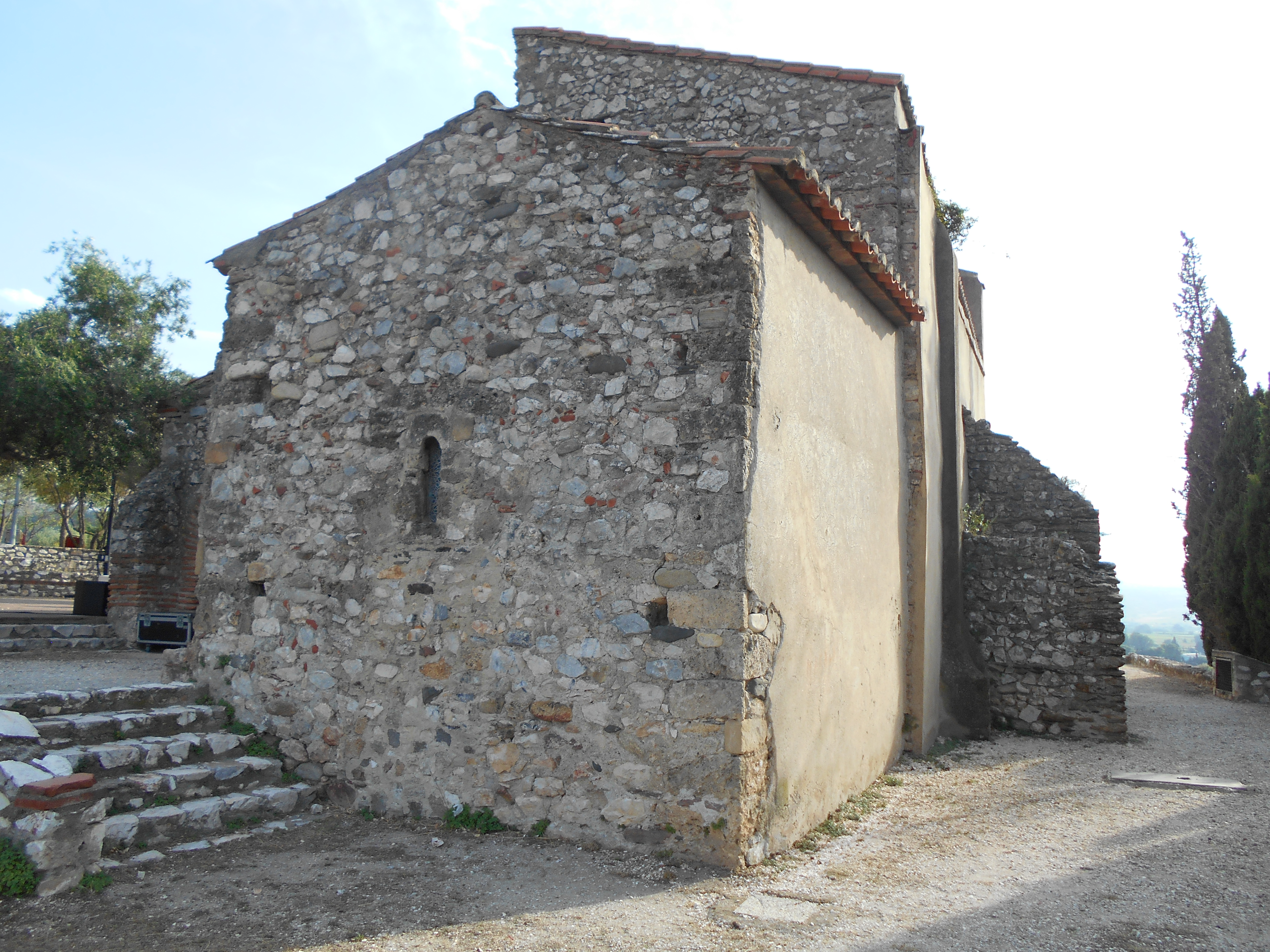
Absis preromànic

Sant Vicenç d'Estagell és una església, ara ermita, d'origen romànic del terme comunal d'Estagell, a la comarca del Rosselló (Catalunya del Nord).
Està situada dalt d'un turó a llevant de la vila d'Estagell.
L'església és esmentada per primer cop en un document del 1100, on s'esmenta l'ecclesia Sancti Vicentii de Stagello, que torna a aparèixer el 1401 i el 1688, en aquest darrer cas ja esmentada com a ermita.
És una església de nau única coberta amb volta de canó de mig punt, sostinguda sobre arcades laterals i dos arcs torals, un dels quals, el de ponent, fou suprimit tardanament. L'arc triomfal és romànic, de mig punt, però la capçalera és un absis quadrat preromànic, amb una finestra axial d'un sol vessant. Aquesta capçalera és del segle x, mentre que la nau, de l'XI.